# Caroline Lagerfelt
Caroline Eugenie Lagerfelt (nacida el 23 de septiembre de 1947) es una actriz estadounidense nacida en Francia, radicada durante mucho tiempo en los Estados Unidos, reconocida por sus papeles en Sweet Magnolias, Gossip Girl, Six Degrees, Dirty Sexy Money, Nash Bridges y Beverly Hills, 90210.

## Primeros años
Lagerfelt nació del diplomático y embajador sueco Baron Karl-Gustav Lagerfelt y Sara Champion de Crespigny, hija del mayor británico Vierville Champion de Crespigny y Nora (de soltera McSloy). Creció en Japón, Austria, Suiza, Luxemburgo, Bélgica y Suecia, y asistió a un internado en Inglaterra. Emigró a los Estados Unidos y asistió a la American Academy of Dramatic Arts.

## Carrera
Ha aparecido en Broadway en Betrayal dirigida por Sir Peter Hall, Lend Me a Tenor dirigida por Jerry Zaks, A Small Family Business dirigida por Lynne Meadow, The Real Thing dirigida de Mike Nichol, Other Engaged dirigida por Harold Pinter, The Constant Wife con Ingrid Bergman dirigida por John Gielgud, The Philanthropist, The Jockey Club Stakes dirigida por Cyril Ritchard y Four on a Garden dirigida por Abe Burrows.
Ha aparecido extensamente Off-Broadway en Notes on My Mother's Decline, Nathan el Sabio, King Liz, Indian Ink, The Prime of Miss Jean Brodie, Guantanamo: Honor Bound to Defend Freedom, Moonlight, Hamlet, Phaedra Brittanica, The Creditors, Close of Play, Other Places, Cloud Niney Quartermaine's Terms dirigida por Harold Pinter.
Sus créditos regionales e internacionales incluyen Marina Abramovic: An Artist's Life Manifesto, Elektra, Greta Garbo Came to Donegal, The Injured Party, Mary Stuart, El misántropo, Los físicos, La resistible ascensión de Arturo Ui, Las amistades peligrosas, El sueño de una noche de verano y To Grandmother's House We Go con Eva Le Galliene.

## Vida personal
Tiene dos hijos y reside en Santa Mónica y Nueva York.

## Filmografía

### Cine
| Año  | Título                                       | Papel                                 | Notas           |
| ---- | -------------------------------------------- | ------------------------------------- | --------------- |
| 1986 | Iron Eagle                                   | Elizabeth Masters                     |                 |
| 1995 | Bye Bye Love                                 | Madre #1 en McDonald's                |                 |
| 1995 | No Way Back                                  | Agente del FBI a cargo de Emily Fukes |                 |
| 1995 | Father of the Bride Part II                  | Enfermera de registro                 |                 |
| 1997 | Glam                                         | Joleen Lemon                          |                 |
| 2002 | Minority Report                              | Greta van Eyck                        |                 |
| 2005 | Homecoming                                   | Sra. Carter                           |                 |
| 2006 | Poseidón                                     | Mary                                  |                 |
| 2006 | Todos los hombres del rey                    | Sra. Peyton                           |                 |
| 2008 | August                                       | Nancy Sterling                        |                 |
| 2011 | Royal Reunion                                | Elaine                                | Cortometraje    |
| 2011 | Rolling on the Floor Laughing                | Caroline                              | Cortometraje    |
| 2011 | Sunday Dinner                                | Suzy Goodman                          | Cortometraje    |
| 2012 | Girls Against Boys                           | Profesora Sara Randolph               |                 |
| 2013 | To an Extent                                 | Mom                                   | Cortometraje    |
| 2013 | The Red Robin                                | Lillian                               |                 |
| 2013 | March from Innocence                         | Katherine                             | Cortometraje    |
| 2014 | The Homesman                                 | Netti Svendsen                        |                 |
| 2014 | Mostly Ghostly: Have You Met My Ghoulfriend? | Emma                                  | Directo a video |
| 2015 | I'll See You In My Dreams                    | Leslie                                |                 |
| 2018 | Wake.                                        | Ivy Rose                              |                 |
| 2024 | Mothers' Instinct                            | Jean                                  |                 |

### Televisión
| Año           | Título                            | Papel                                | Notas                                         |
| ------------- | --------------------------------- | ------------------------------------ | --------------------------------------------- |
| 1979          | Archie Bunker's Place             | Ruth Kendall                         | Episodio: "The Shabbat Dinner"                |
| 1983          | The Edge of Night                 | Patricia Devereaux                   | Episodios desconocidos                        |
| 1985          | T. J. Hooker                      | Julia                                | Episodio: "The Throwaway"                     |
| 1986          | As the World Turns                | Elaine Hargrove                      | Episodios desconocidos                        |
| 1986          | The Twilight Zone                 | April Hamilton                       | Episodio: "The Misfortune Cookie"             |
| 1986          | Cagney & Lacey                    | Rita Quintero                        | Episodio: "DWI"                               |
| 1988–89       | One Life to Live                  | Carrie Gordon                        | Episodios desconocidos                        |
| 1988          | Spenser, detective privado        | Institutriz                          | Episodio: "Haunting"                          |
| 1988          | Home at Last                      | Christina                            | Película de televisión                        |
| 1988          | The Equalizer                     | Evelyn                               | Episodio: "Eighteen with a Bullet"            |
| 1990          | Murphy Brown                      | Mary Ann Miller                      | Episodio: "But First a Word from Our Sponsor" |
| 1993          | Fantasma escritor                 | Sally Lewis                          | 5 episodios                                   |
| 1993          | TriBeCa                           | Irene Woodward                       | Episodio: "The Loft"                          |
| 1993          | Law & Order                       | Danielle Keyes                       | Episodio: "Black Tie"                         |
| 1994          | NYPD Blue                         | Kitty Lear                           | Episodio: "Good Time Charlie"                 |
| 1994          | Star Trek: Deep Space Nine        | Makbar                               | Episodio: "Tribunal"                          |
| 1994          | ER                                | Andrea                               | Episodio: "ER Confidential"                   |
| 1995–96       | Beverly Hills, 90210              | Sheila Silver                        | 5 episodios                                   |
| 1995          | Amazing Grace                     | Sra. Spangler                        | Episodio: "The Shooting"                      |
| 1995          | Chicago Hope                      | Enfermera Jefe                       | Episodio: "The Virus"                         |
| 1995          | Central Park West                 | Recepcionista de Rhinebeck Retreat   | Episodio: "Showgirls"                         |
| 1996          | The Drew Carey Show               | Sra. Hoyt                            | Episodio: "Atomic Cat Fight"                  |
| 1996          | Picket Fences                     | Marta Beiler                         | Episodio: "To Forgive Is Devine"              |
| 1996–2001     | Nash Bridges                      | Inger Dominguez                      | 29 episodios                                  |
| 1997          | Pensacola: Wings of Gold          | Rae                                  | Episodio: "Bogey Man"                         |
| 1997          | Journey of the Heart              | Señora de la casa                    | Película de televisión                        |
| 1998          | The Lake                          | Alcaldesa Louise Terry               | Película de televisión                        |
| 1999          | Chicken Soup for the Soul         | Madre                                | Episodio: "Egg Lessons"                       |
| 1999          | Snoops                            | Marcia Zindler                       | Episodio: "The Grinch"                        |
| 2000          | Missing Pieces                    | Serena                               | Película de televisión                        |
| 2001          | The X-Files                       | Mujer rústica                        | Episodio: "The Gift"                          |
| 2002          | Maybe It's Me                     | Corinne                              | Episodio: "The Fever episodio"                |
| 2002          | First Monday                      |                                      | Episodio: "Right to Die"                      |
| 2002          | Red Skies                         | Veronica Peirson                     | Película de televisión                        |
| 2003          | Six Feet Under                    | Esposa alterna                       | Episodio: "Perfect Circles"                   |
| 2003          | Buffy the Vampire Slayer          | Anne                                 | Episodio: "Lies My Parents Told Me"           |
| 2003          | Frasier                           | Glinka                               | Episodio: "The Doctor Is Out"                 |
| 2004          | Law & Order: Criminal Intent      | Hannah Heltman                       | Episodio: "The Posthumous Collection"         |
| 2005          | Mrs. Harris                       | Administradora de la Escuela Madeira | Película de televisión                        |
| 2006          | How I Met Your Mother             | Dama de la tienda de novias          | Episodio: "Cupcake"                           |
| 2006–07       | Seis grados                       | J.T.                                 | 4 episodios                                   |
| 2007          | All My Children                   | Dra. Massey                          | Temporada 38, episodio 45                     |
| 2007          | Murder 101: If Wishes Were Horses | Mary Bergin                          | Película de televisión                        |
| 2007          | House                             | Connie                               | Episodio: "Guardian Angels"                   |
| 2007–12       | Gossip Girl                       | Celia "CeCe" Rhodes                  | 10 episodios                                  |
| 2008          | Dirty Sexy Money                  | Clare George                         | Episodio: "The Star Witness"                  |
| 2009          | Numb3rs                           | Rose Harris                          | Episodio: "Shadow Markets"                    |
| 2009          | Brothers & Sisters                | Jane                                 | Episodio: "The Wine Festival"                 |
| 2010          | Weeds                             | Mujer de la Red de Cannabis          | Episodio: "A Yippity Sippity"                 |
| 2012          | Castle                            | Anjelica Henley                      | Episodio: "Secret's Safe with Me"             |
| 2012          | CSI: Crime Scene Investigation    | Marjorie Randell                     | Episodio: "Play Dead"                         |
| 2013          | Masters of Sex                    | Barb                                 | Episodio: "Brave New World"                   |
| 2014          | The Mindy Project                 | Gladys Dunne                         | Episodio: "Girl Crush"                        |
| 2015          | Gotham                            | Mrs. Kean                            | 2 episodios                                   |
| 2016          | NCIS                              | Victoria Mallard                     | Episodio: "The Tie That Binds"                |
| 2018          | The Blacklist                     | Vera                                 | 2 episodios                                   |
| 2020          | The Bold Type                     |                                      | Episodio: "To Peg or not to Peg"              |
| 2020–presente | Sweet Magnolias                   | Paula Vreeland                       | Recurrente                                    |
| 2021          | Law And Order: Organized Crime    | Agniezjka "Agnes" Bogdani            | Temporada 2                                   |
| 2023          | Hunters                           | Gertrude Zuchs                       | Episodio: "Blutsbande"                        |